# Jean-Claude Raynaud
Pour les articles homonymes, voir Raynaud.
Jean-Claude Raynaud né le 30 juin 1937 à Mazamet (Tarn) et mort le 16 novembre 2021,à Perpignan, est un organiste et professeur d'harmonie français.

## Biographie
Remarqué par l'organiste Marcel Dupré à l'âge de 6 ans, Jean-Claude Raynaud entre au Conservatoire de Paris en 1950, où il obtient 5 premiers prix : harmonie (son professeur est Henri Challan), contrepoint, fugue (son professeur est Noël Gallon), accompagnement au piano, orgue et improvisation (son professeur est Rolande Falcinelli).
Chef de chant à l'Opéra de Paris de 1965 à 1972, professeur de contrepoint au Conservatoire national supérieur de musique et de danse de Paris de 1972 à 1977, il succède à Henri Challan en tant que professeur d'harmonie de 1972 à 2002. On compte parmi ses élèves Marc-Olivier Dupin, Michel Bouvard, Pierre Pincemaille, Henri-Franck Beaupérin, Olivier Latry, Emmanuelle Haïm,, Antoine Hervé, Jean Deroyer, Béatrice Berstel, Anthony Girard, Andy Emler, Olivier Willemin, Paul Goussot, Olivier Houette.
Il a écrit "300 textes et réalisations en 16 cahiers à l'usage des classes d'écriture musicale", publiés aux éditions Zurfluh, sous l'égide du Centre de Recherche et d'Edition du Conservatoire National Supérieur de Musique et de Danse de Paris, permettant « d'aborder différents langages avec le souci de toujours faire relier les éléments du vocabulaire harmonique à la forme. Les cahiers et textes s'adressent à l'élève, les réalisations au professeur ».
Il a été organiste titulaire du temple protestant de l'Annonciation à Paris, où il a inauguré en 1973 un nouvel orgue du facteur Curt Schwenkedel de Strasbourg-Koenigshoffen.
Il a donné de nombreux concerts (Notre-Dame de Paris, Saint-Sernin de Toulouse, Notre-Dame de Chartres, Basilique Saint-Denis, Saint-Alain de Lavaur, Saint-Salomon-et-Saint-Grégoire de Pithiviers, etc.).
Il a participé au comité technique et artistique de l'association de construction d'un nouvel orgue au temple protestant de la rue Maguelone,.

## Discographie
Jean-Claude Raynaud a enregistré plusieurs ouvrages : 
- 1974 : École vénitienne et allemande : J. Staden : Symphonie pour cuivres et orgue ; Heinrich Schütz : Choral Also hatt Gott die Welt geliebt ; Giovanni Giacomo Gastoldi : Concerto de Pastori ; Giovanni Gabrieli : Symphonies sacrées. Disque Decca 7283, Cuivres et Orchestre de Paris[18].
- 1970 : Olivier Messiaen : Transports de joie, Les Oiseaux et les sources, Les Eaux et la grâce, Dieu parmi nous, Le Vent de l'Esprit, L'Ange aux parfums, Desseins éternels. Enregistré à Toulouse St-Sernin. Disque CBS 34-61250/ Vox.
- Musique française des primitifs aux modernes (disques Turnabout-Vox)[19]
  - 1966 : Olivier Messiaen : Transports de joie, Desseins éternels, Dieu parmi nous ; Gaston Litaize : Prière ; Jean Langlais : Evocation ; Jean-Jacques Grunenwald : Final de la Sonate pour orgue. Enregistré à Toulouse St-Sernin.
  - 1966 : Camille Saint-Saëns : 2 Préludes et fugues op. 109 en ré, sol ; Eugène Gigout : Toccata ; Alexandre Guilmant : Final de la 1re Sonate, Prière et Berceuse ; Léon Boëllmann : Suite gothique. Enregistré à Toulouse St-Sernin.
  - 1965-1966 : Louis-Claude Daquin : Noëls 6, 7, 8 ; Jean-François Dandrieu : Magnificats ré, sol, 2 Noëls ; Claude Balbastre : Noël. Enregistré à Pithiviers.

## Publications
Jean-Claude Raynaud a publié  :
- « Le Tapis et la Musique », avec Nicole Mainguet, Éditions Soleil d'Orient (Clermont-Ferrand,1975) n-8 br., 30 p., 5 planches coul., sur papier vergé, bon état. (on joint une représentation de miniature persane et une carte de Soleil d'Orient) Le pianiste et organiste Jean-Claude Raynaud, par sa sélection et son interprétation des pièces d'Orgue, et Nicole Mainguet, par ses analyses et commentaires, proposent un parallèle entre la musique et le tapis. On peut comparer le champ du tapis à une partition musicale et voir dans la répétition des motifs rigoureusement distribués, la distribution des mesures dans un rythme soutenu. N° de réf. du libraire ABE-1519234595586
- « 300 textes et réalisations à l'usage des classes d'écriture musicale » Editions Zurfluh/Robert Martin. Marc-Olivier Dupin, Directeur du Conservatoire de Paris. Les cahiers et textes s'adressent à l'élève, les réalisations au professeur / A l'usage des classes d'écriture musicale"